# Schmalkalden
Schmalkalden (phát âm tiếng Đức: [ʃmalˈkaldən]) là một đô thị tại huyện Schmalkalden-Meiningen, trong Thüringen, nước Đức. Đô thị này có diện tích 98,35 km², dân số thời điểm 31 tháng 12 năm 2007 là 18.851 người. Đô thị này nằm ở sườn phía nam của rừng Thuringen, bên sông cùng tên. Dân số năm 2009 là 20.231 người.